# تارناوا (استان اشوی‌داشکسیه)
تارناوا (به لهستانی: Tarnawa) یک منطقهٔ مسکونی در لهستان است که در گمینا سنجشوو واقع شده‌است. تارناوا ۴۱۱ نفر جمعیت دارد.